# 요시다 사유리
요시다 사유리(일본어: 吉田 小百合 よしだ さゆり[*], 1966년 3월 25일 ~ )는 일본의 여자 성우다.

## 출현작품
- 키라링 레볼루션 (2006)
- 택틱스 (2004)
- 풀 메탈 패닉 후못후 (2003) - 이나바 미즈키 역
- F-ZERO 팔콘 전설 (2003) - 미사키 하루카 역
- F-ZERO 팔콘 전설 (2003) - 미스 킬러 역
- 바이스 크로이츠 글리엔 (2002) - 코다마 미사키 역
- 풀 메탈 패닉! (2002) - 이나바 미즈키 역
- ONE ~빛나는 계절로~ (2001) - 사토무라 아카네 역
- 리얼바웃 하이스쿨 (2001) - 나카무라 타마키 역
- 별의 커비 (2001) - 후무 역
- 기동천사 엔젤릭 레이어 (2001) - 죠노우치 린 역
- 고쿠도군 만유기 (1999) - 루베트 역
- 펫 숍 오브 호러즈 (1999) - 앨리스 역
- 돌격! 빳빠라대 (1998) - 미라루카 보더 역
- 동창회 (1997) - 와카바야시 아유 역
- 록맨 OVA (1993) - 롤